# أمير زيدان
أمير زيدان هو الأستاذ الدكتور أمير محمد أديب زيدان (ولد 22 يوليو 1964 في الرحيبة، سوريا)، كان جده شكري زيدان مختاراً لمدينة الرحيبة ونسبه يعود إلى الشيخ ظاهر العمر الزيداني (أحد الحكام الفلسطينيين في فلسطين في فترة الحكم العثماني)، من علماء الشريعة في الغرب، مترجم لمعاني القرآن الكريم إلى الألمانية، ومؤلف للعديد من الكتب الإسلامية العلمية المتخصصة باللغة الألمانية.

## حياته
بدأ أمير زيدان بدراسة الطب في دمشق، لكنه ما لبث أن غادر إلى ألمانيا الغربية عام 1983، حيث عاش هناك عشرين عاماً، درس خلالها الرياضيات وهندسة اللدائن البلاستيكية في هايدلبرغ وكارلسروه ودارمشتات دون أن يتمهما. ودرس من عام 1992 وحتى عام 2000 العلوم الشرعية في الكلية الأوروبية للدراسات الإسلامية في شاتوشينون في فرنسا ونال بعدها الماجستير في علوم القرآن من الجامعة النظامية في حيدر آباد. ثم نال نهاية 2015 شهادة الدكتوراه في السياسة الشرعية من كلية الدراسات الإسلامية في نوفي بازار في صربيا، وأصبح أستاذاً مشاركاً في الجامعة الدولية في نوفي بازار منذ 2019.
في ألمانيا أسس أمير زيدان مجموعة العمل الإسلامية في مقاطعة هسن الألمانية، ثم الهيئة الدينية الإسلامية في هسن ، إضافة إلى مجموعة العمل الإسلامي المسيحي هناك. كما أسس جريدة «صحيفة الجمعة» الناطقة بالألمانية، التي توقفت بعد سنتين عن الصدور.
أسس أمير زيدان في عام 2001 «معهد العلوم الإسلامية/ Islamologisches Institut» في ألمانيا لتدريس العلوم الشرعية باللغة الألمانية، وقد لاقى هذا المعهد قبولاً ورواجاً عند المسلمين وخاصة الأكاديميين الناطقين بالألمانية ولا يزال يمارس عمله إلى الآن  في ألمانيا والنمسا وسويسرا، حيث درس فيه إلى الآن الآلاف من أبناء المسلمين الناطقين بالألمانية، كما يتيح المجال لغير المسلمين للانتساب إليه والتعرف على العلوم الشرعية.
عمل أمير زيدان في ألمانيا محاضراً في جامعة فرانكفورت لمدة سبعة أعوام، قبل أن يغادرها إلى مدينة فيينا في النمسا عام 2003 ليعمل هناك وإلى الآن أستاذاً لمادة العقيدة والحديث في كلية معلمي التربية الدينية الإسلامية في فيينا  ومديراً للمعهد التربوي العالي لمدرسي التربية الإسلامية في المدارس الحكومية النمساوية . حيث يقوم المعهد على التدريب المستمر لتطوير المهارات التربوية للمدرسين البالغ عددهم في النمسا 520 مدرساً، يدرسون الدين الإسلامي في المدارس الحكومية لسبعين ألفاً من أبناء المسلمين هناك. قام في النمسا بتأسيس أول جريدة إسلامية ناطقة بالألمانية هناك باسم «المسلمة/ Die Muslimische»، ولكنها توقفت الآن عن الصدور.
يتميز عمل أمير زيدان العلمي بالعمق والدقة والالتزام بالموضوعية ومراعاة المصطلحات الشرعية وبيان معانيها اللغوية والشرعية حتى عند ترجمتها إلى الألمانية، وهذا ما يميز كتاباته وترجماته عن كتابات وترجمات المستشرقين أو غيره من المشتغلين بالعلوم الشرعية في نطاق اللغة الألمانية.
قام أمير زيدان بترجمة جميع العلوم الشرعية إلى الألمانية ونشرها إما بشكل نوط تدرس في الأكاديمية أو المعاهد الإسلامية الألمانية أو ككتب تباع في المكتبات العامة، ويعمل منذ عام 2009 على إصدار «موسوعة العلوم الشرعية باللغة الألمانية» والتي ستحتوي على 12 كتاباً بحوالي 5000 صفحة، صدر منها حتى نهاية شهر ديسمبر 2012 تسعة كتب بمجموع حوالي 3800 صفحة.

## أهم مؤلفاته باللغة الألمانية
- ترجمة معاني القرآن الكريم إلى الألمانية (طبعة عام 2000) ISBN 3-934659-01-2
- مدخل إلى فقه العبادات (طبعة عام 1996) ISBN 3-932399-02-1
- العقيدة - مدخل إلى أركان الإيمان (طبعة عام 1997) ISBN 3-934659-00-4
- مبادئ الإسلام ISBN 3-933793-00-9
- الإسلام والطب ISBN 3-933793-01-7
- تدريس الدين الإسلامي - المبادئ القانونية والاندماجية ISBN 3-933793-02-5
- ترجمة صحيح الإمام البخاري إلى الألمانية وقد صدر منه الجزئين الأول (ردمك 978-3-902741-20-2) والثاني (ردمك 978-3-902741-21-9)

موسوعة العلوم الشرعية باللغة الألمانية:
- ترجمة معاني القرآن الكريم إلى الألمانية وهو المجلد الأول من موسوعة العلوم الشرعية باللغة الألمانية (طبعة عام 2009) مصاحبة بالنص العربي وكتابته بالحرف اللاتيني أيضاً (ردمك 978-3-902741-00-4)
- العقيدة الإسلامية بالألمانية (طبعة عام 2011) وهو المجلد الثاني من موسوعة العلوم الشرعية باللغة الألمانية (ردمك 978-3-902741-06-6)
- فقه العبادات على المذاهب الأربعة بالألمانية (طبعة عام 2009) وهو المجلد الرابع من موسوعة العلوم الشرعية باللغة الألمانية (ردمك 978-3-902741-01-1)
- فقه الأحوال الشخصية على المذاهب الأربعة بالألمانية (طبعة عام 2010) وهو المجلد الخامس من موسوعة العلوم الشرعية باللغة الألمانية (ردمك 978-3-902741-02-8)
- فقه المعاملات المالية على المذاهب الأربعة بالألمانية (طبعة عام 2010) وهو المجلد السادس من موسوعة العلوم الشرعية باللغة الألمانية (ردمك 978-3-902741-04-2)
- أصول الفقه وقواعده (طبعة عام 2011) وهو المجلد السابع من موسوعة العلوم الشرعية باللغة الألمانية (ردمك 978-3-902741-08-0)
- علوم القرآن الكريم بالألمانية (طبعة عام 2011) وهو المجلد الثامن من موسوعة العلوم الشرعية باللغة الألمانية (ردمك 978-3-902741-05-9)
- علوم الحديث بالألمانية (طبعة عام 2010) وهو المجلد التاسع من موسوعة العلوم الشرعية باللغة الألمانية (ردمك 978-3-902741-03-5)
- التاريخ الإسلامي بالألمانية (طبعة عام 2012) وهو المجلد العاشر من موسوعة العلوم الشرعية باللغة الألمانية (ردمك 978-3-902741-07-3)